# لمسی از عزت (فیلم)
لمس عزت (به انگلیسی: A Touch of Class) فیلمی ۱۰۶ دقیقه‌ای به کارگردانی ملوین فرانک با بازی جورج سیگال  و گلندا جکسون است. این فیلم در چهل و ششمین دوره جوایز اسکار نامزد پنج جایزه بود که توانست جایزه بهترین بازیگر نقش اول زن را برای گلندا جکسون بخود اختصاص دهد.